# 野村幸一郎
野村 幸一郎（のむら こういちろう、1964年 - ）は、日本の日本近代文学研究者。京都橘大学教授。

## 略歴
三重県伊勢市生まれ。1989年、立命館大学文学部日本文学科卒。1995年、同大学院文学研究科博士課程修了。
「森鷗外論 - 明治四十年代を中心に」で博士（文学）。1998年、京都橘大学文学部助教授、のち教授。

## 著書
- 『森鴎外の日本近代』（白地社） 1995
- 『森鴎外の歴史意識とその問題圏 近代的主体の構造』（晃洋書房） 2002
- 『小林秀雄 美的モデルネの行方』（和泉書院、和泉選書） 2006
- 『宮崎駿の地平 広場の孤独・照葉樹林・アニミズム』（白地社、叢書 l’esprit nouveau） 2010
- 『白洲正子 日本文化と身体』（新典社選書） 2014
- 『日本近代文学はアジアをどう描いたか』（新典社選書） 2015

### 共編著
- 『〈悪女〉の文化誌』（鈴木紀子, 林久美子共編、晃洋書房、京都橘大学女性歴史文化研究所叢書） 2005
- 『女の怪異学』（鈴木紀子, 林久美子共編、晃洋書房、京都橘大学女性歴史文化研究所叢書） 2007
- 『昭和残詠 歌集』（野村九二彦、編、白地社） 2007
- 『母と娘の歴史文化学 再生産される〈性〉』（田端泰子, 河原和枝共編、白地社、京都橘大学女性歴史文化研究所叢書） 2009
- 『表象のトランス・ジェンダー 越境する性』（安達太郎, 林久美子共編、新典社、京都橘大学女性歴史文化研究所叢書） 2013